# Persone di nome Donald
| Questa pagina contiene informazioni ricavate automaticamente dalle voci biografiche con l'ausilio del template Bio e di un bot. L'aggiornamento è periodico e automatico e ricostruisce completamente la pagina. Se manca una persona in questa lista, sei pregato di non aggiungerla, ma accertati piuttosto che la sua voce biografica contenga il template Bio e che i dati anagrafici siano correttamente compilati. Se il template Bio manca, inseriscilo tu stesso o, in alternativa, metti l'avviso {{tmp\|Bio}} che ne segnala la mancanza. Se i dati riportati sono sbagliati, correggi direttamente la voce biografica; le modifiche saranno visibili in questa lista entro pochi giorni. Per chiarimenti vedi il progetto antroponimi. La lista contiene solo le 454 persone che sono citate nell'enciclopedia e per le quali è stato implementato correttamente il template Bio. Pagina aggiornata al 16 ott 2024. |

Questa è una lista di persone presenti nell'enciclopedia che hanno il prenome Donald, suddivise per attività principale.

## Allenatori di calcio(6)
- Don Howe, allenatore di calcio e calciatore inglese (Wolverhampton, n. 1935 - Londra, † 2015)
- Don McAllister, allenatore di calcio e ex calciatore inglese (Radcliffe, n. 1953)
- Jimmy McCormick, allenatore di calcio e calciatore britannico (Rotherham, n. 1912 - Marbella, † 1968)
- Don Rogers, allenatore di calcio e ex calciatore inglese (Paulton, n. 1945)
- Don Stoker, allenatore di calcio e calciatore inglese (Durham, n. 1922 - Surrey, † 1985)
- Don Welsh, allenatore di calcio e calciatore britannico (Manchester, n. 1911 - † 1990)

## Allenatori di football americano(1)
- Don Coryell, allenatore di football americano statunitense (Seattle, n. 1924 - La Mesa, † 2010)

## Altisti(1)
- Donald Thomas, altista bahamense (Freeport, n. 1984)

## Ammiragli(1)
- Donald Mackay, ammiraglio britannico (n. 1775 - † 1857)

## Antropologi(1)
- Donald Thomson, antropologo e ornitologo australiano (Melbourne, n. 1901 - † 1970)

## Architetti(2)
- Donald Gibson, architetto britannico (n. 1908 - † 1991)
- Donald Olsen, architetto statunitense (n. 1919 - † 2015)

## Arcivescovi cattolici(1)
- Donald Joseph Bolen, arcivescovo cattolico canadese (Gravelbourg, n. 1961)

## Artisti(3)
- Donald Judd, artista statunitense (Excelsior Springs, n. 1928 - New York, † 1994)
- Donald Martiny, artista statunitense (Schenectady, n. 1953)
- Donald Rodney, artista britannico (Birmingham, n. 1961 - † 1998)

## Artisti marziali misti(2)
- Donald Cerrone, artista marziale misto e thaiboxer statunitense (Denver, n. 1983)
- Don Frye, artista marziale misto, wrestler e attore statunitense (Sierra Vista, n. 1965)

## Astisti(2)
- Don Bragg, astista statunitense (Penns Grove, n. 1935 - † 2019)
- Don Laz, astista statunitense (Chicago, n. 1929 - Champaign, † 1996)

## Astrofisici(1)
- Donald J. Kessler, astrofisico statunitense (n. 1940)

## Astronauti(5)
- Donald McMonagle, ex astronauta statunitense (Flint, n. 1952)
- Donald Pettit, astronauta statunitense (Silverton, n. 1955)
- Donald Slayton, astronauta e aviatore statunitense (Sparta, n. 1924 - League City, † 1993)
- Donald Alan Thomas, ex astronauta e ingegnere statunitense (Cleveland, n. 1955)
- Donald Edward Williams, astronauta statunitense (Lafayette, n. 1942 - † 2016)

## Astronomi(7)
- Donald Lynden-Bell, astronomo e astrofisico inglese (Dover, n. 1935 - Cambridge, † 2018)
- Donald Edward Machholz, astronomo statunitense (Portsmouth, n. 1952 - Wikieup, † 2022)
- Donald Menzel, astronomo statunitense (Florence, n. 1901 - Boston, † 1976)
- Donald Edward Osterbrock, astronomo statunitense (Cincinnati, n. 1924 - Santa Cruz, † 2007)
- Donald P. Pray, astronomo statunitense (n. 1949)
- Donald James Rudy, astronomo statunitense
- Donald K. Yeomans, astronomo statunitense (Rochester)

## Atleti(1)
- Donald Pellmann, atleta statunitense (Milwaukee, n. 1915 - Santa Clara, † 2020)

## Atleti paralimpici(1)
- Don Elgin, atleta paralimpico australiano (Donald, n. 1975)

## Attivisti(1)
- Donald Watson, attivista britannico (Mexborough, n. 1910 - Keswick, † 2005)

## Autori televisivi(1)
- Donald P. Bellisario, autore televisivo e produttore televisivo statunitense (Cokeburg, n. 1935)

## Avvocati(1)
- David Mills, avvocato britannico (Oxted, n. 1944)

## Bassi-baritoni(1)
- Donald McIntyre, basso-baritono neozelandese (Auckland, n. 1934)

## Bassisti(3)
- Don Ciccone, bassista, chitarrista e musicista statunitense (Jersey City, n. 1946 - Ketchum, Idaho, † 2016)
- Donald Dunn, bassista, produttore discografico e cantautore statunitense (Memphis, n. 1941 - Tokyo, † 2012)
- Ean Evans, bassista statunitense (Atlanta, n. 1960 - Columbus, † 2009)

## Batteristi(2)
- Don Powell, batterista britannico (Bilston, n. 1946)
- Donald Tardy, batterista statunitense (n. 1970)

## Biochimici(1)
- Donald Steiner, biochimico statunitense (Lima, n. 1930 - Chicago, † 2014)

## Biografi(1)
- Donald Adamson, biografo, critico letterario e francesista britannico (Lancashire, n. 1939 - Cornwall, † 2024)

## Bobbisti(2)
- Donald Dupree, bobbista statunitense (Saranac Lake, n. 1919 - Saranac Lake, † 1993)
- Donald Fox, bobbista statunitense

## Calciatori(14)
- Donald Djoussé, calciatore camerunese (Douala, n. 1990)
- Donald Ford, ex calciatore scozzese (Linlithgow, n. 1944)
- Don Gardner, ex calciatore giamaicano (n. 1955)
- Don Hutchison, ex calciatore scozzese (Gateshead, n. 1971)
- Donald Love, calciatore inglese (Rochdale, n. 1994)
- Don Mackay, ex calciatore e allenatore di calcio scozzese (Glasgow, n. 1940)
- Don Masson, ex calciatore scozzese (Banchory, n. 1946)
- Donald Mëllugja, calciatore albanese (Burrel, n. 1995)
- Donald Nzé, calciatore gabonese (Lambaréné, n. 1992)
- Donald Rapo, calciatore albanese (Tirana, n. 1990)
- Donald Solomon, calciatore britannico (n. 1989)
- Donald Thobega, calciatore botswano (Ramotswa, n. 1979 - Lobatse, † 2009)
- Donny Toia, calciatore statunitense (Tucson, n. 1992)
- Don Townsend, calciatore inglese (Swindon, n. 1930 - † 2020)

## Canoisti(1)
- Donald Hawgood, canoista canadese (n. 1917 - Toronto, † 2010)

## Canottieri(3)
- Donald Arnold, canottiere canadese (Kelowna, n. 1935 - † 2021)
- Donald Johnston, canottiere statunitense (Arlington, n. 1899 - † 1984)
- Donald MacKenzie, canottiere canadese (Toronto, n. 1874 - Toronto, † 1925)

## Cantanti(8)
- Don Cherry, cantante e golfista statunitense (Wichita Falls, n. 1924 - Las Vegas, † 2018)
- D. C. Cooper, cantante statunitense (Johnstown, n. 1965)
- Don Dokken, cantante e produttore discografico statunitense (Los Angeles, n. 1953)
- Donald Fagen, cantante, compositore e tastierista statunitense (Passaic, n. 1948)
- Don Henley, cantante e polistrumentista statunitense (Linden, n. 1947)
- Donnie Klang, cantante statunitense (New York, n. 1985)
- Donny Osmond, cantante, attore e ballerino statunitense (Ogden, n. 1957)
- Donnie Van Zant, cantante e chitarrista statunitense (Jacksonville, n. 1952)

## Cantautori(1)
- Don McLean, cantautore e paroliere statunitense (New Rochelle, n. 1945)

## Cardinali(1)
- Donald William Wuerl, cardinale e arcivescovo cattolico statunitense (Pittsburgh, n. 1940)

## Chimici(2)
- Donald Hatch Andrews, chimico statunitense (Southington, n. 1898 - † 1973)
- Donald James Cram, chimico statunitense (Chester, n. 1919 - Palm Desert, † 2001)

## Chitarristi(2)
- Buck Dharma, chitarrista statunitense (Long Island, n. 1947)
- Tom Scholz, chitarrista, bassista e tastierista statunitense (Toledo, n. 1947)

## Ciclisti su strada(1)
- Donald Allan, ex ciclista su strada e pistard australiano (Melbourne, n. 1949)

## Comici(1)
- Don Rickles, comico, cabarettista e attore statunitense (New York, n. 1926 - Beverly Hills, † 2017)

## Compositori(6)
- Don Byron, compositore e polistrumentista statunitense (New York, n. 1958)
- Don Davis, compositore e musicista statunitense (Anaheim, n. 1957)
- Don Gillis, compositore, direttore d'orchestra e insegnante statunitense (Cameron, n. 1912 - Columbia, † 1978)
- Donald Martino, compositore statunitense (Plainfield, n. 1931 - Antigua, † 2005)
- Don Shirley, compositore e pianista statunitense (Pensacola, n. 1927 - New York, † 2013)
- Donald Swann, compositore e cantante britannico (Llanelli, n. 1923 - Londra, † 1994)

## Conduttori radiofonici(1)
- Don Kennedy, conduttore radiofonico, conduttore televisivo e doppiatore statunitense (Beaver, n. 1930 - Atlanta, † 2023)

## Conduttori televisivi(1)
- Don Cornelius, conduttore televisivo e produttore televisivo statunitense (Chicago, n. 1936 - Los Angeles, † 2012)

## Contrabbassisti(1)
- Donald Palma, contrabbassista, direttore d'orchestra e docente statunitense (New York)

## Coreografi(1)
- Donald Saddler, coreografo, ballerino e regista teatrale statunitense (Van Nuys, n. 1918 - Englewood, † 2014)

## Crickettisti(1)
- Donald Bradman, crickettista australiano (Cootamundra, n. 1908 - Kensington Park, † 2001)

## Danzatori(3)
- Donald Britton, ballerino britannico (Bristol, n. 1929 - Birmingham, † 1983)
- Don Lurio, ballerino, coreografo e cantante statunitense (New York, n. 1929 - Roma, † 2003)
- Donald McKayle, ballerino, coreografo e insegnante statunitense (New York, n. 1930 - Contea di Orange, † 2018)

## Diplomatici(2)
- Donald Lu, diplomatico e ambasciatore statunitense (Huntington Beach, n. 1966)
- Donald Duart Maclean, diplomatico e agente segreto britannico (Marylebone, n. 1913 - Mosca, † 1983)

## Direttori d'orchestra(1)
- Donald Runnicles, direttore d'orchestra britannico (Edimburgo, n. 1954)

## Direttori della fotografia(2)
- Donald McAlpine, direttore della fotografia australiano (Quandialla, n. 1934)
- Don Peterman, direttore della fotografia statunitense (Los Angeles, n. 1932 - Palos Verdes Estates, † 2011)

## Dirigenti d'azienda(1)
- Don Mattrick, ex dirigente d'azienda e informatico canadese (Vancouver, n. 1964)

## Dirigenti sportivi(1)
- Don King, dirigente sportivo e imprenditore statunitense (Cleveland, n. 1931)

## Doppiatori(2)
- Don LaFontaine, doppiatore statunitense (Duluth, n. 1940 - Los Angeles, † 2008)
- Don Messick, doppiatore statunitense (Buffalo, n. 1926 - Salinas, † 1997)

## Drammaturghi(2)
- Donald L. Coburn, drammaturgo e pubblicitario statunitense (Baltimora, n. 1938)
- Donald Margulies, drammaturgo e sceneggiatore statunitense (New York, n. 1954)

## Economisti(1)
- Donald J. Harris, economista giamaicano (Saint Ann's Bay, n. 1938)

## Editori musicali(1)
- Don Kirshner, editore musicale e produttore discografico statunitense (New York, n. 1934 - Boca Raton, † 2011)

## Egittologi(2)
- Donald Redford, egittologo canadese (Toronto, n. 1934)
- Donald P. Ryan, egittologo e scrittore statunitense (n. 1957)

## Entomologi(1)
- Donald R. Davis, entomologo statunitense (Oklahoma City, n. 1934)

## Esploratori(1)
- Donald Baxter MacMillan, esploratore statunitense (Provincetown, n. 1874 - Provincetown, † 1970)

## Etologi(1)
- Donald Griffin, etologo e zoologo statunitense (Southampton, n. 1915 - Lexington, † 2003)

## Filosofi(2)
- Donald Davidson, filosofo statunitense (Springfield, n. 1917 - Berkeley, † 2003)
- Donald A. Gillies, filosofo britannico (n. 1944)

## Fisici(2)
- Donald Glaser, fisico statunitense (Cleveland, n. 1926 - Berkeley, † 2013)
- Donald William Kerst, fisico statunitense (n. 1911 - † 1993)

## Fondisti(1)
- Donald Johansson, fondista svedese (n. 1913 - † 2004)

## Fotografi(1)
- Don McCullin, fotografo e fotoreporter britannico (Finsbury Park, n. 1935)

## Geologi(1)
- Donald Prothero, geologo e paleontologo statunitense (Glendale, n. 1954)

## Giocatori di baseball(6)
- Don Drysdale, giocatore di baseball statunitense (Van Nuys, n. 1936 - Montréal, † 1993)
- Don Grate, giocatore di baseball e cestista statunitense (Greenfield, n. 1923 - Miami Gardens, † 2014)
- Zack Greinke, giocatore di baseball statunitense (Orlando, n. 1983)
- Don Larsen, giocatore di baseball statunitense (Michigan City, n. 1929 - Hayden, † 2020)
- Don Mattingly, ex giocatore di baseball statunitense (Evansville, n. 1961)
- Don Sutton, giocatore di baseball statunitense (Clio, n. 1945 - Rancho Mirage, † 2021)

## Giocatori di curling(2)
- Don Bartlett, giocatore di curling canadese (Gander, n. 1960)
- Don Walchuk, giocatore di curling canadese (Melville, n. 1963)

## Giocatori di football americano(28)
- Donald Brown, giocatore di football americano statunitense (Atlantic Highlands, n. 1987)
- Donald Butler, giocatore di football americano statunitense (Sacramento, n. 1988)
- Don Chandler, giocatore di football americano statunitense (Council Bluffs, n. 1934 - Tulsa, † 2011)
- Donald Driver, ex giocatore di football americano statunitense (Houston, n. 1975)
- Don Dufek, ex giocatore di football americano statunitense (Ann Harbor, n. 1954)
- Don Fleming, giocatore di football americano statunitense (Bellaire, n. 1937 - Winter Park, † 1963)
- Don Hansen, ex giocatore di football americano statunitense (Millersburg, n. 1944)
- Don Heinrich, giocatore di football americano statunitense (Chicago, n. 1930 - Saratoga, † 1992)
- Don Horn, giocatore di football americano statunitense (South Gate, n. 1945)
- Don Hutson, giocatore di football americano statunitense (Pine Bluff, n. 1913 - Rancho Mirage, † 1997)
- Donnie Jones, ex giocatore di football americano statunitense (Baton Rouge, n. 1980)
- Don Latimer, ex giocatore di football americano statunitense (Fort Pierce, n. 1955)
- Don Majkowski, ex giocatore di football americano statunitense (Buffalo, n. 1964)
- Don Maynard, giocatore di football americano statunitense (Crosbyton, n. 1935 - Ruidoso, † 2022)
- Don McCafferty, giocatore di football americano e allenatore di football americano statunitense (Cleveland, n. 1921 - Bloomfield Hills, † 1974)
- Don McNeal, ex giocatore di football americano statunitense (Atmore, n. 1958)
- Don Mosebar, ex giocatore di football americano statunitense (Yakima, n. 1961)
- Donald Penn, ex giocatore di football americano statunitense (Los Angeles, n. 1983)
- Don Rogers, giocatore di football americano statunitense (Texarkana, n. 1962 - Sacramento, † 1986)
- Don Rogers, ex giocatore di football americano statunitense (South Orange, n. 1936)
- Don Shula, giocatore di football americano e allenatore di football americano statunitense (Grand River, n. 1930 - Miami Lakes, † 2020)
- Don Smith, ex giocatore di football americano statunitense (Oakland, n. 1957)
- Donald Stephenson, giocatore di football americano statunitense (Kansas City, n. 1988)
- Don Testerman, giocatore di football americano statunitense (Danville, n. 1952 - Greenville, † 2018)
- D.J. Tialavea, giocatore di football americano statunitense (n. 1991)
- Donald Washington, ex giocatore di football americano statunitense (Indianapolis, n. 1986)
- Donald Willis, ex giocatore di football americano statunitense (Goleta, n. 1973)
- Don Woods, ex giocatore di football americano statunitense (Denton, n. 1951)

## Giornalisti(2)
- Donald Mackenzie Wallace, giornalista scozzese (Boghead, n. 1841 - Lymington, † 1919)
- Don Hoefler, giornalista statunitense (Michigan, n. 1922 - San Francisco, † 1986)

## Hockeisti su ghiaccio(10)
- Dan Bain, hockeista su ghiaccio canadese (Belleville, n. 1874 - Winnipeg, † 1962)
- Don Caley, hockeista su ghiaccio canadese (Dauphin, n. 1945 - Phoenix, † 2016)
- Don Gauf, hockeista su ghiaccio canadese (Edmonton, n. 1927 - Edmonton, † 2014)
- Don Grierson, ex hockeista su ghiaccio canadese (Toronto, n. 1947)
- Don Head, ex hockeista su ghiaccio canadese (Mount Dennis, n. 1933)
- Don Luce, ex hockeista su ghiaccio, allenatore di hockey su ghiaccio e dirigente sportivo canadese (London, n. 1948)
- Don McKenney, hockeista su ghiaccio canadese (Smiths Falls, n. 1934 - † 2022)
- Don Rope, hockeista su ghiaccio canadese (Winnipeg, n. 1929 - Cambridge, † 2009)
- Don Saleski, ex hockeista su ghiaccio canadese (Moose Jaw, n. 1949)
- Don Wheldon, hockeista su ghiaccio statunitense (Falmouth, n. 1954 - Falmouth, † 1985)

## Imprenditori(8)
- Donald Crowhurst, imprenditore e navigatore inglese (Ghaziabad, n. 1932 - Oceano Atlantico, † 1969)
- Donald Wills Douglas, imprenditore e aviatore statunitense (Brooklyn, n. 1892 - Palm Springs, † 1981)
- Donald Mennie, imprenditore e fotografo scozzese (Golspie, n. 1875 - Shanghai, † 1944)
- Donald Nelson, imprenditore statunitense (Hannibal, n. 1888 - † 1959)
- Donald Randall, imprenditore statunitense (Kendrick, n. 1917 - † 2008)
- Donald Sterling, imprenditore e avvocato statunitense (Chicago, n. 1934)
- Donald Trump Jr., imprenditore, scrittore e attivista statunitense (New York, n. 1977)
- Don Valentine, imprenditore statunitense (New York City, n. 1932 - Woodside, † 2019)

## Informatici(2)
- Donald Chamberlin, informatico statunitense (San Jose, n. 1944)
- Donald Knuth, informatico statunitense (Milwaukee, n. 1938)

## Ingegneri(5)
- Donald Bailey, ingegnere britannico (Roherham, n. 1901 - Bournemouth, † 1985)
- Donald G. Fink, ingegnere elettrotecnico statunitense (Englewood, n. 1911 - † 1996)
- Don Lancaster, ingegnere, informatico e scrittore statunitense (Mesa, † 2023)
- Donald Leslie, ingegnere, progettista e inventore statunitense (Danville, n. 1911 - Altadena, † 2004)
- Donald Peterson, ingegnere e astronauta statunitense (Winona, n. 1933 - Webster, † 2018)

## Inventori(1)
- Don Buchla, inventore statunitense (South Gate, n. 1937 - Berkeley, † 2016)

## Lottatori(2)
- Archie MacDonald, lottatore britannico (Saasaig, n. 1895 - Inverness, † 1965)
- Donald Stockton, lottatore canadese (Montréal, n. 1904 - Montréal, † 1978)

## Mafiosi(1)
- Donald Killeen, mafioso statunitense (n. 1923 - Framingham, † 1972)

## Marciatori(1)
- Don Thompson, marciatore britannico (Hillingdon, n. 1933 - Frimley, † 2006)

## Militari(3)
- Donald Hamish Cameron, ufficiale scozzese (Drymen, n. 1910 - Achnacarry, † 2004)
- Donald Clark Godwin, militare e marinaio statunitense (Williamston, n. 1888 - Mendocino, † 1943)
- Donald Stewart, I baronetto, militare britannico (Forres, n. 1824 - Algeri, † 1900)

## Montatori(1)
- Don Guidice, montatore statunitense (Los Angeles, n. 1932 - Newport Beach, † 2010)

## Musicologi(1)
- Donald Burrows, musicologo inglese (Londra, n. 1945)

## Nobili(3)
- Donald II, conte di Mar, nobile scozzese (Dupplin Moor, † 1332)
- Donald I di Mar, nobile e militare britannico
- Donald McDonald, Signore delle Isole, nobile e militare scozzese († 1423)

## Nuotatori(5)
- Donald Bland, nuotatore britannico (Gateshead, n. 1931 - Newcastle upon Tyne, † 2006)
- Donald Goss, ex nuotatore canadese (Amherst, n. 1968)
- Don McKenzie, nuotatore statunitense (Hollywood, n. 1947 - Reno, † 2008)
- Don Schollander, ex nuotatore statunitense (Charlotte, n. 1946)
- Graham Smith, ex nuotatore canadese (Edmonton, n. 1958)

## Ornitologi(1)
- Donald Ryder Dickey, ornitologo statunitense (Dubuque, n. 1887 - Pasadena, † 1932)

## Ostacolisti(1)
- Don Finlay, ostacolista e velocista britannico (Christchurch, n. 1909 - Great Missenden, † 1970)

## Paleontologi(1)
- Donald Johanson, paleontologo statunitense (Chicago, n. 1943)

## Pallavolisti(1)
- Donald Suxho, pallavolista albanese (Coriza, n. 1976)

## Pattinatori artistici su ghiaccio(2)
- Donald Jackson, ex pattinatore artistico su ghiaccio canadese (Oshawa, n. 1940)
- Donald Knight, ex pattinatore artistico su ghiaccio canadese (n. 1947)

## Pattinatori di velocità su ghiaccio(1)
- Donald McDermott, pattinatore di velocità su ghiaccio statunitense (The Bronx, n. 1929 - † 2020)

## Pediatri(1)
- Donald Winnicott, pediatra e psicoanalista britannico (Plymouth, n. 1896 - Londra, † 1971)

## Pianisti(3)
- Donald Lambert, pianista statunitense (Princeton, n. 1904 - Newark, † 1962)
- Don Preston, pianista e tastierista statunitense (Flint, n. 1932)
- Donald Irwin Robertson, pianista e cantautore statunitense (Pechino, n. 1922 - † 2015)

## Piloti automobilistici(5)
- Don Branson, pilota automobilistico statunitense (Rantoul, n. 1920 - Gardena, † 1966)
- Donald Campbell, pilota automobilistico britannico (Kingston upon Thames, n. 1921 - Coniston Water, † 1967)
- Don Edmunds, pilota automobilistico statunitense (Santa Ana, n. 1930 - California, † 2020)
- Don Freeland, pilota automobilistico statunitense (Los Angeles, n. 1925 - San Diego, † 2007)
- Don Garlits, ex pilota automobilistico e ingegnere statunitense (Tampa, n. 1932)

## Pistard(1)
- Don Burgess, ex pistard britannico (Hendon, n. 1933)

## Pittori(1)
- Don Bachardy, pittore statunitense (Los Angeles, n. 1934)

## Poeti(1)
- Donald Justice, poeta e librettista statunitense (Miami, n. 1925 - Iowa City, † 2004)

## Polistrumentisti(1)
- Donald Rafael Garrett, polistrumentista statunitense (El Dorado, n. 1932 - Chicago, † 1989)

## Politici(25)
- Don Bacon, politico statunitense (Momence, n. 1963)
- Don Beyer, politico e ambasciatore statunitense (Trieste, n. 1950)
- Donald Carcieri, politico statunitense (East Greenwich, n. 1942)
- Don Davis, politico statunitense (Snow Hill, n. 1971)
- Donald Dewar, politico scozzese (Glasgow, n. 1937 - Edimburgo, † 2000)
- Donald DiFrancesco, politico statunitense (Scotch Plains, n. 1944)
- Donald McDonald Dickinson, politico statunitense (n. 1846 - † 1917)
- Donald M. Fraser, politico statunitense (Minneapolis, n. 1924 - Minneapolis, † 2019)
- Buz Lukens, politico statunitense (Harveysburg, n. 1931 - Dallas, † 2010)
- Donald Mackay, politico australiano (Griffith, n. 1933 - Griffith, † 1977)
- Donald Manzullo, politico statunitense (Rockford, n. 1944)
- Don McKinnon, politico neozelandese (Londra, n. 1939)
- Don Nickles, politico statunitense (Ponca City, n. 1948)
- Donald Norcross, politico statunitense (Camden, n. 1958)
- Donald Payne, Jr., politico statunitense (Newark, n. 1958 - Newark, † 2024)
- Donald M. Payne, politico statunitense (Newark, n. 1934 - Livingston, † 2012)
- Donald Ramotar, politico guyanese (Caria Caria, n. 1950)
- Donald Rumsfeld, politico, militare e diplomatico statunitense (Chicago, n. 1932 - Taos, † 2021)
- Don Sherwood, politico statunitense (Nicholson, n. 1941)
- Don Sundquist, politico statunitense (Moline, n. 1936 - Memphis, † 2023)
- Donald Trump, politico, imprenditore e personaggio televisivo statunitense (New York, n. 1946)
- Donald Tsang, politico cinese (Hong Kong, n. 1944)
- Donald Tusk, politico polacco (Danzica, n. 1957)
- Donald C. Winter, politico statunitense (n. 1948)
- Don Young, politico statunitense (Meridian, n. 1933 - Los Angeles, † 2022)

## Procuratori sportivi(1)
- Donald Dell, procuratore sportivo, ex tennista e telecronista sportivo statunitense (Savannah, n. 1938)

## Produttori cinematografici(3)
- Don Hahn, produttore cinematografico e regista statunitense (Chicago, n. 1955)
- Don Simpson, produttore cinematografico statunitense (Seattle, n. 1943 - Los Angeles, † 1996)
- Don S. Williams, produttore cinematografico, regista e attore canadese (Edmonton, n. 1938 - † 2018)

## Produttori discografici(2)
- Don Was, produttore discografico e musicista statunitense (Detroit, n. 1952)
- Bob Johnston, produttore discografico statunitense (Hillsboro, n. 1932 - Nashville, † 2015)

## Psichiatri(3)
- Donald Ewen Cameron, psichiatra statunitense (Bridge of Allan, n. 1901 - Lake Placid, † 1967)
- Donald deAvila Jackson, psichiatra statunitense (n. 1920 - † 1968)
- Donald Meltzer, psichiatra e psicoanalista statunitense (New Jersey, n. 1922 - Oxford, † 2004)

## Psicologi(3)
- Donald Broadbent, psicologo britannico (Birmingham, n. 1926 - Aylesbury, † 1993)
- Donald Olding Hebb, psicologo canadese (Chester, n. 1904 - Chester, † 1985)
- Donald Norman, psicologo e ingegnere statunitense (n. 1935)

## Pugili(2)
- Donald Curry, ex pugile statunitense (n. 1961)
- Don Scott, pugile britannico (Derby, n. 1928 - Derby, † 2013)

## Registi(11)
- Don Bluth, regista, animatore e produttore cinematografico statunitense (El Paso, n. 1937)
- Donald Cammell, regista britannico (Edimburgo, n. 1934 - Hollywood, † 1996)
- Don Chaffey, regista, sceneggiatore e produttore cinematografico britannico (Hastings, n. 1917 - Isola di Kawau, † 1990)
- Don Dohler, regista statunitense (Baltimora, n. 1946 - Perry Hall, † 2006)
- Don Hall, regista e sceneggiatore statunitense (Glenwood, n. 1969)
- Donald G. Jackson, regista e produttore cinematografico statunitense (Tremont, n. 1943 - Los Angeles, † 2003)
- Donald Petrie, regista, attore e produttore televisivo statunitense (New York, n. 1954)
- Don Roos, regista, sceneggiatore e produttore cinematografico statunitense (New York, n. 1955)
- Don Schain, regista, sceneggiatore e produttore cinematografico statunitense (New Jersey, n. 1941 - Salt Lake City, † 2015)
- Don Siegel, regista, montatore e produttore cinematografico statunitense (Chicago, n. 1912 - Nipomo, † 1991)
- Donald Wrye, regista, produttore televisivo e sceneggiatore statunitense (Riverside, n. 1934 - Harrisburg, † 2015)

## Religiosi(1)
- Donald di Ogilvy, religioso e santo scozzese

## Rugbisti a 15(4)
- Don Clarke, rugbista a 15 neozelandese (Pihama, n. 1933 - Johannesburg, † 2002)
- Donald Cobden, rugbista a 15 e aviatore neozelandese (Christchurch, n. 1914 - La Manica, † 1940)
- Shade Munro, rugbista a 15 e allenatore di rugby a 15 britannico (Paisley, n. 1966)
- Don White, rugbista a 15, imprenditore e allenatore di rugby a 15 britannico (Earls Barton, n. 1926 - † 2007)

## Saggisti(1)
- Donald Keene, saggista, traduttore e iamatologo statunitense (New York, n. 1922 - Tokyo, † 2019)

## Scacchisti(1)
- Donald Byrne, scacchista statunitense (New York, n. 1930 - Filadelfia, † 1976)

## Scenografi(2)
- Donald Graham Burt, scenografo statunitense (Independence)
- Donald Oenslager, scenografo e docente statunitense (Harrisburg, n. 1902 - New York, † 1975)

## Sciatori alpini(1)
- Donald Stevens, ex sciatore alpino canadese (Rossland, n. 1963)

## Scrittori(17)
- Donald Alarie, scrittore canadese (Montréal, n. 1945)
- Donald Antrim, scrittore statunitense (Sarasota, n. 1958)
- Donald Bain, scrittore statunitense (Mineola, n. 1935 - White Plains, † 2017)
- Donald Barthelme, scrittore e giornalista statunitense (Filadelfia, n. 1931 - Houston, † 1989)
- Pat Conroy, scrittore statunitense (Atlanta, n. 1945 - Beaufort, † 2016)
- Don DeLillo, scrittore, drammaturgo e sceneggiatore statunitense (New York, n. 1936)
- Donald F. Glut, scrittore, regista e attore statunitense (Pecos, n. 1944)
- Donald Goines, scrittore statunitense (Detroit, n. 1936 - Detroit, † 1974)
- Donald Ogden Stewart, scrittore e sceneggiatore statunitense (Columbus, n. 1894 - Londra, † 1980)
- Donald Gordon Payne, scrittore britannico (Londra, n. 1924 - † 2018)
- Donald Ray Pollock, scrittore statunitense (Knockemstiff, n. 1954)
- Donald Spoto, scrittore, biografo e teologo statunitense (New Rochelle, n. 1941 - Køge, † 2023)
- D. M. Thomas, scrittore e poeta britannico (Redruth, n. 1935 - Truro, † 2023)
- Donald Wandrei, scrittore statunitense (Saint Paul, n. 1908 - Saint Paul, † 1987)
- Donald E. Westlake, scrittore e sceneggiatore statunitense (New York, n. 1933 - San Tacho, † 2008)
- Donald Windham, scrittore statunitense (Atlanta, n. 1920 - New York, † 2010)
- Donald A. Wollheim, scrittore e editore statunitense (New York, n. 1914 - New York, † 1990)

## Scrittori di fantascienza(1)
- Donald Kingsbury, scrittore di fantascienza statunitense (San Francisco, n. 1929)

## Scultori(1)
- Don Potter, scultore e insegnante britannico (Newington, n. 1902 - Bryanston, † 2004)

## Statistici(2)
- Donald Allan Darling, statistico statunitense (Los Angeles, n. 1915 - † 2014)
- Donald Whitney, statistico statunitense (East Cleveland, n. 1915 - † 2007)

## Storici(4)
- Donald Kagan, storico statunitense (Kuršėnai, n. 1932 - Washington, † 2021)
- Donald Rayfield, storico e critico letterario britannico (Oxford, n. 1942)
- Donald Sassoon, storico, scrittore e saggista britannico (Il Cairo, n. 1946)
- Donald Weinstein, storico statunitense (Rochester, n. 1926 - Tucson, † 2015)

## Storici dell'arte(1)
- Donald Garstang, storico dell'arte statunitense (Los Angeles, n. 1946 - Londra, † 2007)

## Tastieristi(1)
- Don Airey, tastierista e compositore britannico (Sunderland, n. 1948)

## Tennisti(4)
- Don Candy, tennista e allenatore di tennis australiano (Adelaide, n. 1929 - Adelaide, † 2020)
- Donald Johnson, ex tennista statunitense (Bethlehem, n. 1968)
- Don Turnbull, tennista australiano (n. 1909 - † 1994)
- Donald Young, ex tennista statunitense (Chicago, n. 1989)

## Terroristi(1)
- Donald DeFreeze, terrorista e criminale statunitense (Cleveland, n. 1943 - Los Angeles, † 1974)

## Triplisti(1)
- Donald Scott, triplista statunitense (Apopka, n. 1992)

## Trombettisti(2)
- Donald Byrd, trombettista statunitense (Detroit, n. 1932 - Dover, † 2013)
- Don Cherry, trombettista statunitense (Oklahoma City, n. 1936 - Malaga, † 1995)

## Tuffatori(2)
- Donald Harper, tuffatore e ginnasta statunitense (Redwood City, n. 1932 - Upper Arlington, † 2017)
- Donald Miranda, tuffatore italiano (Torino, n. 1972)

## Velocisti(3)
- Donald Lippincott, velocista statunitense (Filadelfia, n. 1893 - Filadelfia, † 1962)
- Don Quarrie, ex velocista giamaicano (Kingston, n. 1951)
- Donald Sanford, velocista statunitense (Inglewood, n. 1987)

## Vescovi(1)
- Donald Sanborn, vescovo statunitense (New York, n. 1950)

## Vescovi cattolici(4)
- Donald Joseph Hying, vescovo cattolico statunitense (West Allis, n. 1963)
- Donald Joseph Kettler, vescovo cattolico statunitense (Minneapolis, n. 1944)
- Donald Edmond Pelotte, vescovo cattolico statunitense (Waterville, n. 1945 - Fort Lauderdale, † 2010)
- Donald Walter Trautman, vescovo cattolico statunitense (Buffalo, n. 1936 - † 2022)

## Wrestler(4)
- Don Callis, ex wrestler e dirigente d'azienda canadese (Winnipeg, n. 1963)
- Jake Hager, wrestler e artista marziale misto statunitense (Fargo, n. 1982)
- Don Jardine, wrestler canadese (Moncton, n. 1940 - Wetaskiwin, † 2006)
- Don Muraco, ex wrestler statunitense (Sunset Beach, n. 1949)

## Senza attività specificata(5)
- Donald Keyhoe, ufologo e aviatore statunitense (Ottumwa, n. 1897 - New Market, † 1988)
- Donald MacLeary, ex ballerino scozzese (Glasgow, n. 1937)
- Don Siegelman, ex politico statunitense (Mobile, n. 1946)
- Donald Sylvester, tecnico del suono statunitense (New Jersey)
- Donald Trumbull, effettista statunitense (Chicago, n. 1909 - Graeagle, † 2004)